# Goytacaz Futebol Clube
El Goytacaz Futebol Clube és un club de futbol brasiler de la ciutat de Campos dos Goytacazes. El seu principal rival és l'Americano Futebol Clube.

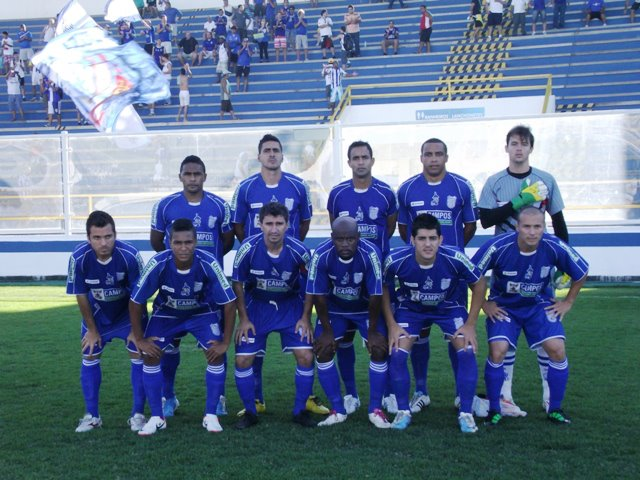
Equip el 2012.

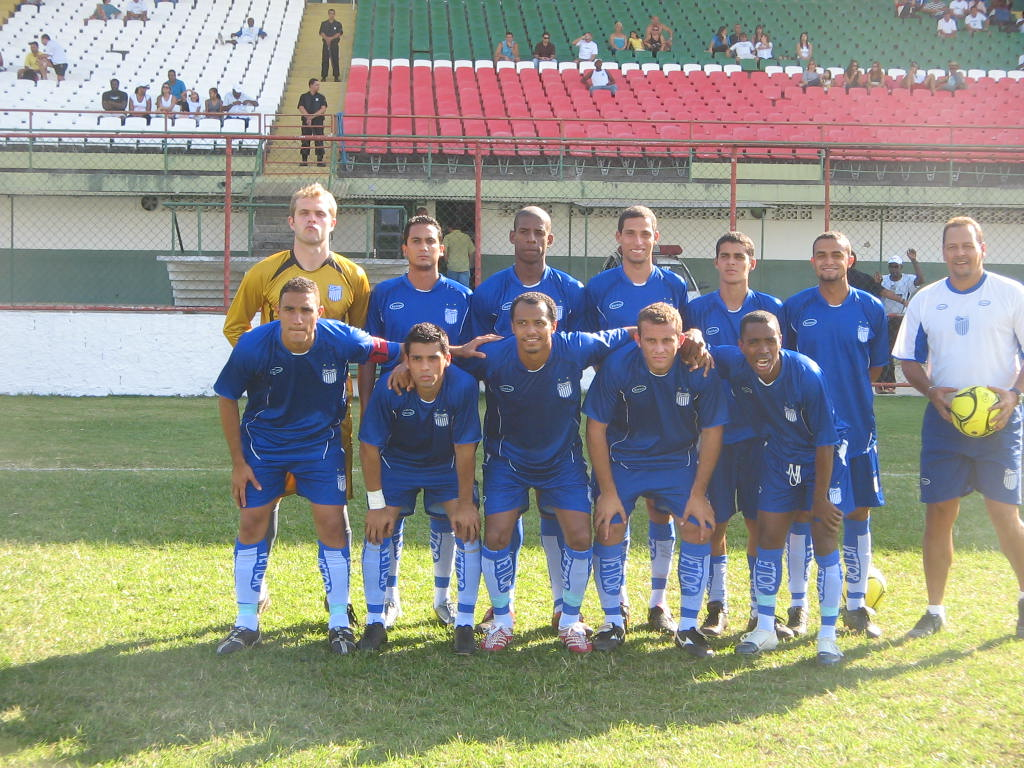
Equip el 2007.

Va ser fundat el 20 d'agost de 1912, per alguns membres del club Natação e Regatas Campista.

## Palmarès
- Campeonato Fluminense de Futebol:
  - 1955, 1963, 1966, 1967, 1978

- Campionat carioca de segona divisió:
  - 1982, 2017

- Campionat carioca de tercera divisió:
  - 2011

- Taça Santos Dumont:
  - 2017

- Campeonato da Cidade de Campos:
  - 1914, 1920, 1926, 1932, 1933, 1940, 1941, 1942, 1943, 1945, 1948, 1951, 1953, 1955, 1957, 1959, 1960, 1963, 1966, 1978